# Giuseppe Fietta
Giuseppe Fietta (Ivrea, 6 novembre 1883 – Ivrea, 1º ottobre 1960) è stato un cardinale italiano.

## Biografia
Nacque a Ivrea il 6 novembre 1883.
Fu alunno del Pontificio seminario lombardo di Roma. Dal 1907 al 1924 fu segretario particolare dell'arcivescovo Ernesto Maria Piovella, dapprima ad Alghero, poi a Oristano e infine a Cagliari. Fu canonico del capitolo metropolitano di Oristano. Nel 1926, nominato arcivescovo titolare di Sardica, antica città romana sul luogo dell'odierna Sofia, fu inviato come nunzio apostolico in America Centrale. Con tale incarico nel 1930 fu ad Haiti e nella Repubblica Dominicana, e nel 1936 fu trasferito come nunzio a Buenos Aires dove rimase per gli anni della seconda guerra mondiale, rientrando in patria nel 1953 come nunzio presso il governo italiano.
Papa Giovanni XXIII lo elevò al rango di cardinale nel concistoro del 15 dicembre 1958. La cerimonia dell'imposizione della berretta si tenne al Quirinale direttamente dal presidente Gronchi. Questa cerimonia era riservata per privilegio ad alcuni capi di Stato di nazioni cattoliche. La norma verrà abolita da Paolo VI, non solo a motivo di essere oramai superata ma anche della paura di possibili abusi nel caso ci fossero governi autoritari. 
Il neo-cardinale ricoprì la carica nella diaconia di San Paolo alla Regola.
Morì a Ivrea il 1º ottobre 1960 all'età di 76 anni.

## Genealogia episcopale e successione apostolica
La genealogia episcopale è:
- Cardinale Scipione Rebiba
- Cardinale Giulio Antonio Santori
- Cardinale Girolamo Bernerio, O.P.
- Arcivescovo Galeazzo Sanvitale
- Cardinale Ludovico Ludovisi
- Cardinale Luigi Caetani
- Cardinale Ulderico Carpegna
- Cardinale Paluzzo Paluzzi Altieri degli Albertoni
- Papa Benedetto XIII
- Papa Benedetto XIV
- Papa Clemente XIII
- Cardinale Bernardino Giraud
- Cardinale Alessandro Mattei
- Cardinale Pietro Francesco Galleffi
- Cardinale Giacomo Filippo Fransoni
- Cardinale Carlo Sacconi
- Cardinale Edward Henry Howard
- Cardinale Mariano Rampolla del Tindaro
- Cardinale Rafael Merry del Val
- Cardinale Giovanni Vincenzo Bonzano
- Cardinale Giuseppe Fietta

La successione apostolica è:
- Vescovo Paul-Sanson-Jean-Marie Robert (1936)
- Vescovo José Weimann, C.SS.R. (1940)
- Arcivescovo Alfonso María Buteler (1940)
- Arcivescovo Liberato Tosti (1946)
- Vescovo Emilio Antonio di Pasquo (1946)